# Martham
Martham es una parroquia civil situada en el municipio de Great Yarmouth, en Norfolk (Inglaterra). Según el censo de 2021, tiene una población de 3800 habitantes.